# آرثر جي. تاتل
آرثر جي. تاتل هو محامي وقاضي وسياسي أمريكي، ولد في 8 نوفمبر 1868 في بلدة ليزلي في الولايات المتحدة، وتوفي في 2 ديسمبر 1944. انتخب عضو مجلس ولاية ميشيغان ‏.